# Třída Cetina
Třída Cetina je třída výsadkových lodí chorvatského námořnictva. Mohou být použity také jako minonosky. Postaveny byly dvě jednotky, které jsou stále v aktivní službě.

## Pozadí vzniku
První jednotka této třídy byla objednána ještě na objednávku Jugoslávie. Jugoslávské námořnictvo ji plánovalo provozovat pod jménem Rab. Stavba lodi začala roku 1990, spuštění na vodu v roce 1992 už ale proběhlo v samostatném Chorvatsku, které se oddělilo v důsledku občanské války. Loď tak byla roku 1993 dokončena jako DBM-81 Cetina a o dva roky později ji ve stavu námořnictva doplnila její sesterská loď DBM-82 Krka.

## Konstrukce

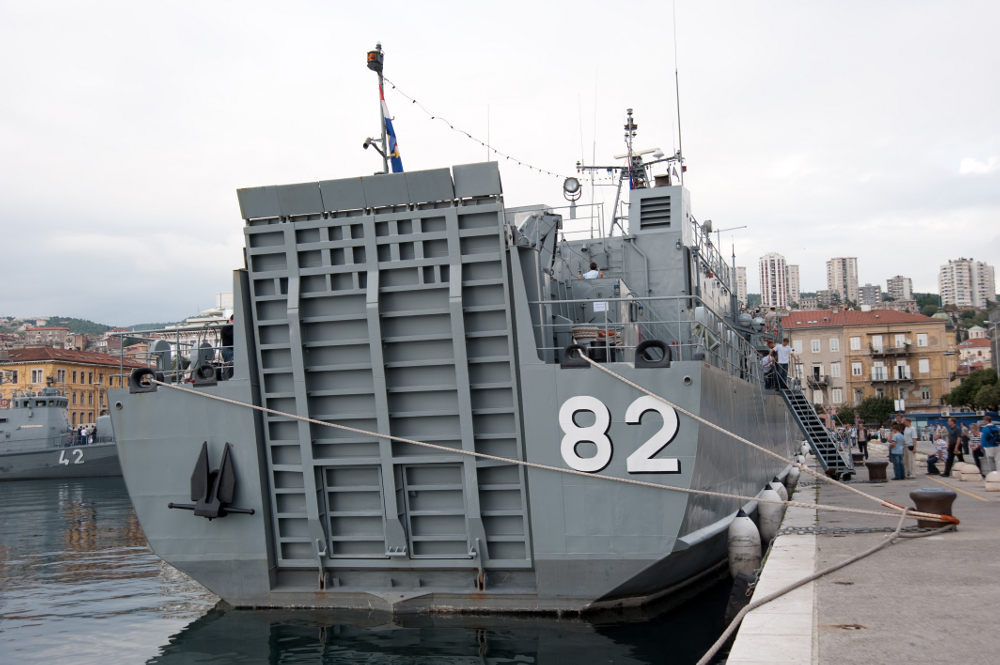
Krka – detail zádi

Přepravní kapacita lodí činí 300 vojáků či šest tanků M-84 (jugoslávská verze sovětského T-72). Nakládka a vykládka výsadku probíhá pomocí sklápěcí rampy na přídi a zádi lodi. Alternativou je využití plavidel jako minonosek s kapacitou 100 námořních min.
Obrannou výzbroj Cetiny tvoří jedno čtyřnásobné vypouštěcí zařízení protiletadlových řízených střel Strela-2M (v kódu NATO SA-N-5 Grail), dva ruské obranné systémy AK-230 a záďová věž se čtyřmi 20mm kanóny M-75. Krka se výzbrojí liší – na přídi má dělovou věž s jedním 40mm kanónem Bofors po stranách můstku dvě postavení s jedním 20mm kanónem Hispano. Pohonný systém tvoří pouze dva diesely. Maximální rychlost dosahuje 12,5 uzlu.